# Stanisław Kamocki
Stanisław Kamocki (n. 18 noiembrie 1875, Varșovia, Imperiul Rus – d. 10 iulie 1944, Zakopane, voievodatul Polonia Mică, Polonia) a fost un pictor polonez.